# 화려한 유혹
《화려한 유혹》은 2015년 10월 5일부터 2016년 3월 22일까지 방영된 MBC 월화 드라마이다.

## 줄거리
범접할 수 없는 상위 1% 상류사회에 본의 아니게 진입한 여자가 일으키는 파장을 다룬 드라마.

## 등장 인물

### 주요 인물
- 최강희 : 신은수 역 (아역 조예린, 김새론)
- 차예련 : 강일주 / 백상희 역 (아역 김보라)
- 주상욱 : 진형우 역 (아역 이시우, 남주혁)
- 정진영 : 강석현 역. 일주의 아버지

### 은수의 가족
- 김미경 : 최강자 역. 은수의 어머니
- 동하 : 신범수 역 (아역 조용진). 은수의 동생
- 갈소원 : 홍미래 역. 은수의 딸

### 형우의 가족
- 나영희 : 한영애 역. 형우의 어머니

### 석현의 가족
- 김법래 : 강일도 역. 석현의 아들
- 박정아 : 이세영 역. 일도의 아내
- 장영남 : 강일란 역. 석현의 딸
- 윤수 : 강유경 역. 일도의 딸

### 수명의 가족
- 김창완 : 권수명 역. 무혁의 아버지
- 김호진 : 권무혁 역. 수명의 차남. 일주의 남편
- 조연우 : 권준혁 역. 수명의 큰아들
- 이정민 : 권아름 역. 준혁의 딸. 수명의 손녀

### 그 외 주변 인물
- 정우식 : 손종렬 역.
- 윤해영 : 백청미 역. 일주의 생모
- 이정민 : 조아름 역
- 장원영 : 마오광 역. 식당 사장
- 서경화 : 고양순 역. 석현 집의 집사
- 염재욱 : 조부장 역. 석현의 수하
- 김정욱 : 김경민 역. 일도의 비서 겸 기사
- 한소영 : 양지은 역. 일란의 메이드
- 이채은 : 정혜정 역. 호텔 메이드

### 특별 출연
- 이재윤 : 홍명호(문선호) 역. 은수의 사별한 남편
- 김병세 : 진정기 역. 형우의 아버지
- 정인기 : 신철수 역. 은수의 아버지. 진정기 의원의 운전기사
- 크라잉넛 : 본인들 역
- 허일후[1] : 본인 역 (목소리 출연)
- 이정헌
- 박노식 : 홍명호 역

### 그 외 인물
- 신수정
- 김지유
- 지성근 : 간판업자 역
- 최교식 : 간판업자 역
- 조미녀 : 여학생 역
- 유민주 : 여학생 역
- 김솔 : 여학생 역
- 이창훈 : 검사1 역
- 이창 : 검찰청 암호문 해독하는 사람 역
- 민상우 : 준혁과 함께하는 검찰수사관 역
- 고원석
- 김성준
- 김윤홍
- 김태윤
- 이성주
- 강지원
- 황주호
- 이설구
- 수련
- 나주호
- 정형호
- 한여울
- 정세형
- 최리호
- 오화열
- 김태훈
- 임성표
- 변효준
- 이정성
- 손영순
- 송경의
- 유필란
- 진모
- 진현광 : 검찰 수사관 역
- 최범호
- 차명욱
- 홍대광 : 버스킹 가수 역
- 박팔영
- 손성찬
- 최민
- 윤영목
- 박선웅
- 박승배
- 서진욱 : 임동준 박사 역
- 진호현
- 김범용
- 홍희원 : 최광국 검사역
- 강성철
- 성찬호
- 정동규
- 정강희
- 강문경 : 구변호사 역
- 이수련 : 앵커 역
- 이두경 : 경찰 역

## 시청률
최저 시청률과 최고 시청률은 시청률 조사회사와 지역별로 시청률에 차이가 있을 수 있습니다.
| 2015년      | 2015년      | 2015년         | 2015년       | 2015년         | 2015년       |
| 회차        | 방송일      | TNmS 시청률    | TNmS 시청률  | AGB 시청률     | AGB 시청률   |
| 회차        | 방송일      | 대한민국(전국) | 서울(수도권) | 대한민국(전국) | 서울(수도권) |
| ----------- | ----------- | -------------- | ------------ | -------------- | ------------ |
| 제1회       | 10월 5일    | 7.1%           | 7.5%         | 8.5%           | 8.8%         |
| 제2회       | 10월 6일    | 8.1%           | 8.9%         | 9.7%           | 10.2%        |
| 제3회       | 10월 12일   | 7.5%           | 8.7%         | 9.5%           | 10.8%        |
| 제4회       | 10월 13일   | 7.8%           | 8.4%         | 10.1%          | 11.8%        |
| 제5회       | 10월 19일   | 8.0%           | 10.0%        | 9.2%           | 9.8%         |
| 제6회       | 10월 20일   | 9.0%           | 10.7%        | 9.9%           | 10.3%        |
| 제7회       | 10월 26일   | 8.7%           | 10.4%        | 11.1%          | 12.0%        |
| 제8회       | 10월 27일   | 7.6%           | 8.8%         | 10.2%          | 11.3%        |
| 제9회       | 11월 2일    | 7.5%           | 9.1%         | 9.7%           | 10.5%        |
| 제10회      | 11월 3일    | 9.2%           | 10.5%        | 9.6%           | 10.4%        |
| 제11회      | 11월 9일    | 7.7%           | 9.6%         | 9.1%           | 9.8%         |
| 제12회      | 11월 10일   | 7.9%           | 9.2%         | 9.9%           | 11.2%        |
| 제13회      | 11월 16일   | 6.8%           | 7.7%         | 9.0%           | 10.3%        |
| 제14회      | 11월 17일   | 6.9%           | 8.1%         | 8.2%           | 8.1%         |
| 제15회      | 11월 23일   | 6.3%           | 7.4%         | 7.8%           | 7.8%         |
| 제16회      | 11월 24일   | 7.2%           | 8.7%         | 8.3%           | 8.5%         |
| 제17회      | 11월 30일   | 6.0%           | 7.0%         | 6.8%           | 7.2%         |
| 제18회      | 12월 1일    | 7.4%           | 8.2%         | 7.2%           | 7.5%         |
| 제19회      | 12월 7일    | 6.5%           | 7.4%         | 7.7%           | 8.0%         |
| 제20회      | 12월 8일    | 8.1%           | 9.4%         | 8.0%           | 7.7%         |
| 제21회      | 12월 14일   | 6.5%           | 7.6%         | 9.0%           | 10.0%        |
| 제22회      | 12월 15일   | 8.9%           | 10.0%        | 9.6%           | 10.2%        |
| 제23회      | 12월 21일   | 7.0%           | 8.2%         | 10.3%          | 11.5%        |
| 제24회      | 12월 22일   | 8.2%           | 9.4%         | 9.4%           | 10.4%        |
| 제25회      | 12월 28일   | 6.9%           | 8.0%         | 10.0%          | 10.6%        |
| 2016년      |             |                |              |                |              |
| 제26회      | 1월 4일     | 7.8%           | 8.5%         | 9.7%           | 10.7%        |
| 제27회      | 1월 5일     | 8.7%           | 9.8%         | 11.1%          | 11.6%        |
| 제28회      | 1월 11일    | 10.0%          | 11.7%        | 12.1%          | 13.6%        |
| 제29회      | 1월 12일    | 10.5%          | 11.6%        | 12.7%          | 14.5%        |
| 제30회      | 1월 18일    | 10.4%          | 11.4%        | 12.5%          | 13.7%        |
| 제31회      | 1월 19일    | 12.4%          | 14.3%        | 13.8%          | 15.8%        |
| 제32회      | 1월 25일    | 10.5%          | 11.9%        | 12.5%          | 14.3%        |
| 제33회      | 1월 26일    | 12.0%          | 11.1%        | 12.4%          | 13.8%        |
| 제34회      | 2월 1일     | 10.9%          | 11.2%        | 12.4%          | 13.9%        |
| 제35회      | 2월 2일     | 11.8%          | 12.4%        | 12.4%          | 13.6%        |
| 제36회      | 2월 8일     | 7.5%           | 8.9%         | 8.1%           | 9.4%         |
| 제37회      | 2월 9일     | 10.1%          | 11.5%        | 11.1%          | 11.8%        |
| 제38회      | 2월 15일    | 10.5%          | 11.7%        | 11.3%          | 12.3%        |
| 제39회      | 2월 16일    | 12.7%          | 15.1%        | 13.6%          | 14.9%        |
| 제40회      | 2월 22일    | 10.8%          | 12.7%        | 10.8%          | 11.4%        |
| 제41회      | 2월 23일    | 11.3%          | 12.8%        | 12.0%          | 12.5%        |
| 제42회      | 2월 29일    | 9.1%           | 11.0%        | 11.1%          | 12.3%        |
| 제43회      | 3월 1일     | 11.2%          | 11.9%        | 12.8%          | 14.4%        |
| 제44회      | 3월 7일     | 10.6%          | 12.1%        | 12.7%          | 14.0%        |
| 제45회      | 3월 8일     | 12.3%          | 14.5%        | 12.7%          | 13.8%        |
| 제46회      | 3월 14일    | 10.5%          | 11.4%        | 11.6%          | 12.7%        |
| 제47회      | 3월 15일    | 11.0%          | 12.0%        | 12.7%          | 13.0%        |
| 제48회      | 3월 21일    | 10.8%          | 12.0%        | 11.9%          | 12.7%        |
| 제49회      | 3월 22일    | 11.0%          | 12.5%        | 12.4%          | 13.7%        |
| 제50회      | 3월 22일    | 10.0%          | 11.4%        | 13.1%          | 14.3%        |
| 평균 시청률 | 평균 시청률 | 9.1%           | 10.3%        | 10.5%          | 11.5%        |

## 결방 사유 및 연속 방송
- 2015년 12월 29일 : 2015 MBC 방송연예대상 방송으로 인해 결방
- 2016년 3월 22일 : 밤 10시부터 2회 연속방송 (49회, 50회)

## 수상
- 2015년 MBC 연기대상 특별기획 남자 최우수상 정진영
- 2015년 MBC 연기대상 특별기획 베스트 조연상 김호진

## 동시간대 드라마
- KBS 월화드라마

《발칙하게 고고》 (2015년 10월 5일 ~ 2015년 11월 10일)
《오 마이 비너스》 (2015년 11월 16일 ~ 2016년 1월 5일)
《무림학교》 (2016년 1월 11일 ~ 2016년 3월 8일)
《베이비시터》 (2016년 3월 14일 ~ 2016년 3월 22일)
- SBS 월화드라마

《육룡이 나르샤》 (2015년 10월 5일 ~ 2016년 3월 22일)